# Aconurella montana
Aconurella montana är en insektsart som beskrevs av William Lucas Distant 1908. Aconurella montana ingår i släktet Aconurella och familjen dvärgstritar. Utöver nominatformen finns också underarten A. m. macropterous.